# Kulturpreis der Evangelisch-lutherischen Landeskirche Hannovers

Logo des Kulturpreises

Der Kulturpreis der Evangelisch-lutherischen Landeskirche Hannovers ist ein 2010 erstmals ausgelobter Preis der Evangelisch-lutherischen Landeskirche Hannovers in den Sparten Bildende Künste, Literatur, Musik, Theater und Film. Veranstalter ist das Arbeitsfeld Kunst und Kultur im Haus kirchlicher Dienste der Landeskirche, das auch die Geschäftsführung innehat.
Der Preis wurde im November 2010 erstmals vergeben und ist mit insgesamt 10.000 Euro dotiert. Daneben wird ein Kulturförderpreis in Höhe von 5.000 Euro verliehen. Förderpartner des Kulturpreises ist die Evangelische Kreditgenossenschaft.
Schirmherr ist der Landesbischof der hannoverschen Landeskirche. Die Preise werden in der St. Michael-Kirche in Hildesheim überreicht.

## Preisträger 2010
- Theaterstück Moschee DE von Robert Thalheim und Kolja Mensing sowie an den Verein Kunst und Begegnung Hermannshof e. V in Völksen bei Springe.
- Kulturförderpreis: A-Cappella-Band Fünf vor der Ehe

Zu den Juroren 2010 zählten u. a: Stadtsuperintendent i. R. Hans Werner Dannowski und Jochen Arnold (Direktor Zentrum für Gottesdienst und Kirchenmusik), Schirmherrin war Margot Käßmann.

## Preisträger 2013
- Künstlergruppe „Das letzte Kleinod“ (Schiffdorf) und Joanna Schulte
- Kulturförderpreis: Springer Kinder- und Jugendchor „Quilisma“

Zu den Juroren zählten 2013 u. a: Gesa Schönermark (Sprecherin), Heinz Kattner und Wolfgang Schneider (Direktor Institut Kulturpolitik an der Stiftungsuniversität Hildesheim).

## Preisträger 2016
- Fotojournalist Wolf Böwig aus Hannover
- Kulturförderpreis: Autorin Shida Bazyar aus Berlin für Nachts ist es leise in Teheran

## Preisträger 2019
- Forum für Kunst und Kultur e.V. aus Heersum
- Kulturförderpreis: Kollektiv YUP (Young Urban Performances) aus Osnabrück

## Preisträger 2022
- Ensemble Megaphon
- Kulturförderpreis: Cameo Kollektiv e.V.